# Apophys
Apophys ist eine niederländische Death-Metal-Band, die im Jahr 2012 gegründet wurde.

## Geschichte
Die Band wurde im Jahr 2012 gegründet und nach dem ähnlich geschriebenen Asteroiden benannt, bei dem man es für möglich hält, die Erde am 13. April 2029 zu treffen. Die Band bestand aus dem Sänger Kevin Quilligan, den Gitarristen Sanne van Dijk und Koen Romeijn, dem Schlagzeuger Michiel van der Plicht und dem Bassisten Mickeal Schuurman. Etwas später nahm die Band ihr Debütalbum auf, das von Quilligan abgemischt wurde und von Stefano Morabito im 16th Cellar Studio gemastert wurde. Das Debütalbum erschien im Jahr 2015 unter dem Namen Prime Incursion.

## Stil
bravewords.com befand, dass die Band auf Prime Incursion modernen Death Metal spielt, der sich mehr auf Liedstrukturen als auf technische Spielereien konzentriere. Die Musik erinnere an die von Cannibal Corpse, Suffocation, Immolation und Pyrexia. Daniel Laich von stormbringer.at bezeichnete die Musik auf dem Album als Oldschool-Death-Metal. Die Texten würden Themen aus dem Science-Fiction-Bereich behandeln, insbesondere diejenigen, die sich auf das Weltall beziehen würden. Das Lied Dimensional Odyssey sei technisch anspruchsvoll und es gebe „saubere Gitarrenarbeit und [ein] präzise eingetaktetes Drumspiel“. Requiem for the Absurd würde an Aborted und Ego an Asphyx erinnern.

## Diskografie
- 2015: Prime Incursion (Album, Metal Blade Records)